# Cutandia divaricata
Cutandia divaricata là một loài thực vật có hoa trong họ Hòa thảo. Loài này được (Desf.) Benth. mô tả khoa học đầu tiên năm 1881.